# Birk Rohelend

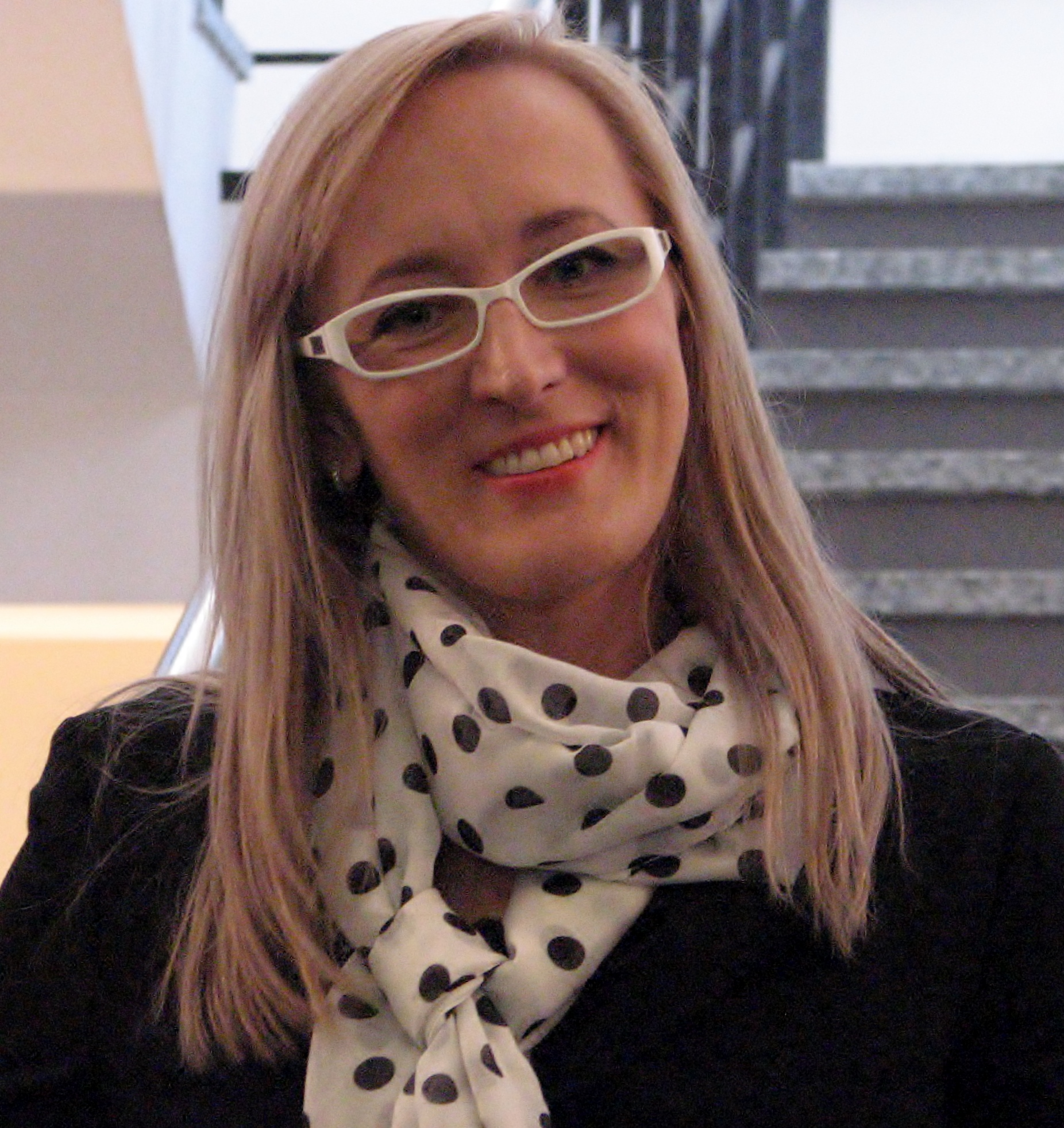
Birk Rohelend 2014

Birk Rohelend (* 17. April 1981 in Viljandi) ist eine estnische Drehbuchautorin und Schriftstellerin.

## Leben
Rohelend studierte an der Universität Tartu Gentechnologie und arbeitete danach unter anderem als Aerobictrainerin und in einer Werbeagentur. Derzeit ist sie als Kommunikationsmanagerin in Tallinn tätig. Außerdem verfasst sie regelmäßig Drehbücher für Fernsehserien.
Sie ist seit 2011 Mitglied des Estnischen Schriftstellerverbandes.

## Literarisches Werk
Rohelend debütierte 2007 mit einem viel gelobten Buch über einen Studenten, dessen Freund Selbstmord verübt hat, und blieb auch in ihrem nächsten Roman dem Thema treu. In ihren weiteren Werken behandelt sie Probleme der estnischen Gegenwartsgesellschaft, wobei sie häufig nach den psychologischen Ursachen fragt. Beim Roman Mein paarzehiger Freund (2009) sah die Kritik Parallelen zu Kaur Kender, da auch hier die moderne Reklame- und Geschäftswelt thematisiert wird. Sie wird hier aber, darin Armin Kõomägi vergleichbar, eindeutig kritischer betrachtet, zumal der einzige Freund des Ich-Erzählers sich am Ende als (unheilbares) Krebsgeschwür herausstellt.
2016 erschien mit Du musst Silva küssen der erste Band einer auf mehrere Teile angelegten Serie von psychologischen Kriminalromanen um die Hauptperson Silva Stökel.

## Auszeichnungen
- 2006 Dritter Platz beim Jugendbuchpreiswettbewerb des Zentrums für estnische Kinderliteratur und des Verlags Tänapäev
- 2008 Erster Platz beim Jugendbuchpreiswettbewerb des Zentrums für estnische Kinderliteratur und des Verlags Tänapäev
- Dritter Preis beim Romanwettbewerb

## Bibliografie
- Mina, Mortimer ('Ich, Mortimer'). Tänapäev, Tallinn 2007.
- Enesetapjad ('Die Selbstmörder'). Tänapäev, Tallinn 2009.
- Alexander ja Belle ('Alexander und Belle'). Tammerraamat, Tallinn 2009.
- Mu sõraline sõber ('Mein paarzehiger Freund'). Tammerraamat, Tallinn 2009.
- Morbidaarium ('Morbidarium'). Roheline Kuu, Tallinn 2012.
- Sa pead suudlema Silvat. Silva Stökeli lood. ('Du musst Silva küssen. Geschichten von Silva Stökel'). Helios, Tallinn 2016.
- Mull ('Die Blase'). Pilgrim, Tallinn 2016.
- Kuldne laps. Silva Stökeli lood. ('Das goldene Kind. Geschichten von Silva Stökel') s. l.: Helios, Tallinn 2018.